# The Dirty Nil
The Dirty Nil est un groupe canadien de rock, originaire de Dundas, en Ontario. Formé en 2006, le groupe est lauréat du prix Juno du groupe de l'année en 2017.

## Histoire

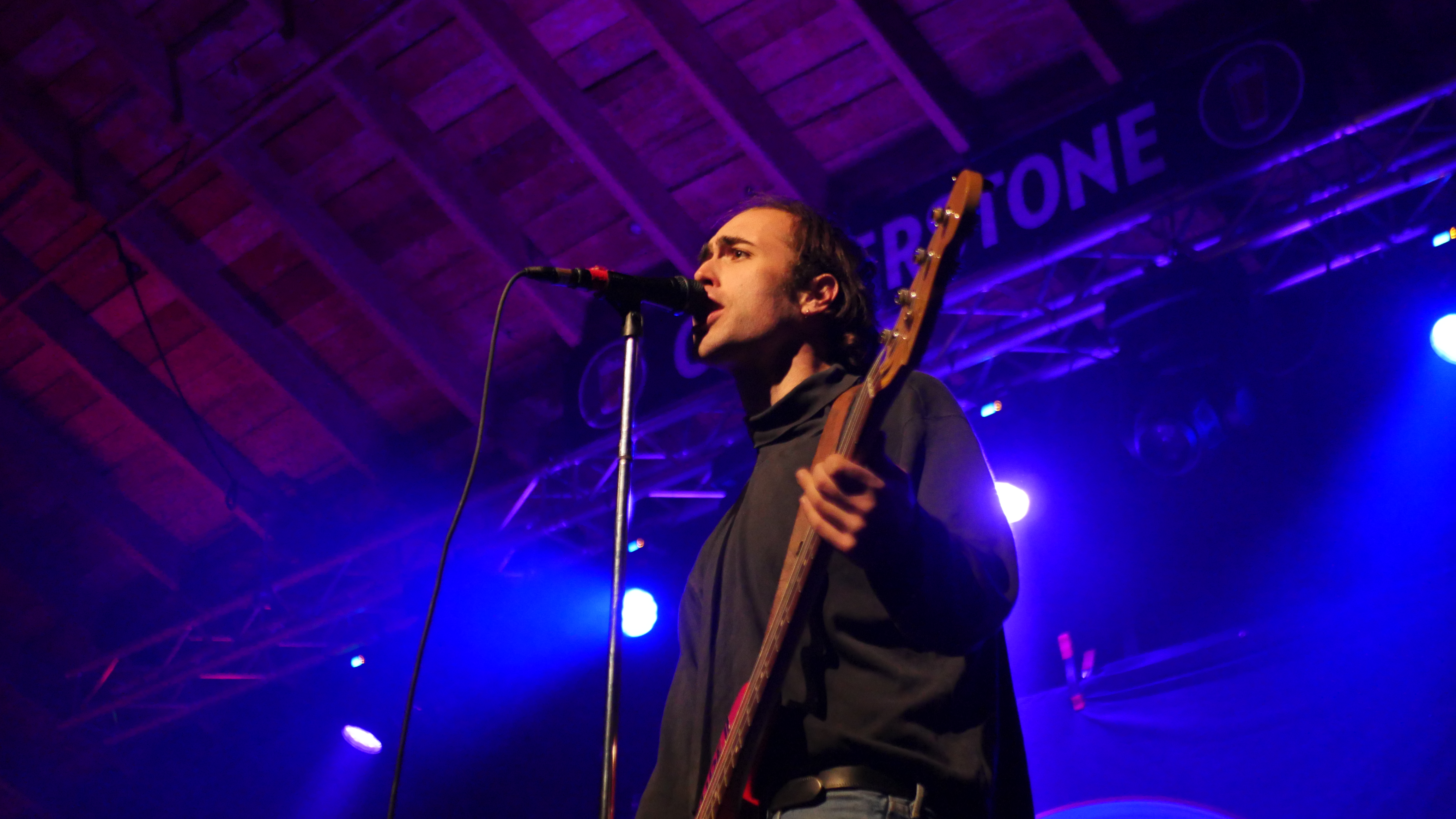
L'ancien bassiste Ross Miller en concert à Berkeley, Californie, en octobre 2019.

Les membres du groupe commencent à jouer ensemble au lycée et forment The Dirty Nil en 2006. Ils sortent leur premier single Fuckin' Up Young en 2011, et commencent à tourner en Amérique du Nord, se produisant dans des clubs et des festivals,. Ils enchaînent avec une série d'autres singles et EP et sortent leur premier album Higher Power en 2016. À la suite de succès de cet album, ils sortent Minimum R&B, une compilation des premiers singles et EP en 2017. The Dirty Nil sort son deuxième album studio Master Volume le 14 septembre 2018 sur Dine Alone Records, et publie le premier single de l'album, Bathed in Light. En août 2020, le groupe annonce un nouvel album intitulé Fuck Art, qui sort le 1er janvier 2021,.

## Style musical
La presse spécialisée classe généralement le groupe dans le genre punk rock. Le groupe mêle les riffs agités du hard rock à l'attitude et à l'énergie du punk. Malgré ces classifications, le groupe déclare dans une interview de 2015 avec le magazine Vice qu'il ne se définissait pas comme un groupe de punk, mais plutôt comme un simple groupe de rock. Dans une interview de 2023 avec le New Noise Magazine, cependant, le leader Luke Bentham revient sur ces commentaires. « Le terme punk était un mot très chargé dans notre cercle de groupes et il était très mal vu de se considérer groupe punk parce que ça devait être un genre que les autres nous accordaient. C'était comme une médaille qu'on méritait, et on ne pouvait pas se considérer punk comme ça. Je ne crois plus à ces conneries. Mais quand on a 24 ans et qu'on se soucie vraiment de l'avis des gens de sa scène... »

## Discographie

### Albums studio
- 2016 : Higher Power
- 2018 : Master Volume
- 2021 : Fuck Art
- 2023 : Free Rein to Passions
- 2025 : The Lash

### Compilations
- 2012 : Nil Tape
- 2017 : Minimum R&B
- 2018 : You're Welcome

### EP
- 2008 : The Dirty Nil
- 2009 : Saccharine Visceral
- 2013 : Summer Mix – Tape Vol. 2: Covers
- 2013 : The Dirty Nil Record Club Volume 1
- 2013 : The Dirty Nil Record Club Volume 2
- 2014 : Smite
- 2014 : The Dirty Nil Record Club Volume 3
- 2015 : The Dirty Nil Record Club Volume 4
- 2016 : Little Elephant Session
- 2016 : The Dirty Nil Record Club Volume 5
- 2016 : The Dirty Nil on Audiotree Live
- 2017 : The Dirty Nil Record Club Volume 6
- 2018 : Little Elephant Session 2
- 2019 : Master Volume
- 2022 : The Big Rip (split Cam Kahin, Ashlee Schatze, Spirit Desire)

### Singles
- 2011 : Fuckin' Up Young
- 2012 : Little Metal Baby Fist
- 2013 : Zombie Eyed" (2013) (split single avec Northern Primitive)
- 2018 : Cinnamon / Guided by Vices
- 2014 : No Weaknesses" (2015)
- 2016 : Friends In The Sky (split single avec Food Court)
- 2017 : Caroline
- 2018 : Surrender
- 2018 : Bathed in Light / Queen Bitch
- 2018 : Pain of Infinity
- 2018 : I Don't Want That Phone Call
- 2018 : That's What Heaven Feels Like (no 31 des Mainstream Rock Songs[14])
- 2018 : Unchained
- 2019 : Live from Saturday Night Livestream
- 2019 : ''You're Welcome I
- 2019 : Astro Ever After
- 2019 : You're Welcome II
- 2019 : You're Welcome III
- You're Welcome VI
- 2019 : Idiot Victory
- 2019 : Christmas at My House
- 2020 : Done With Drugs
- 2020 : Doom Boy
- 2020 : Blunt Force Concussion (no 34 des Alternative Airplay[15])
- 2020 : One More and the Bill
- 2021 : School (Live)
- 2022 : Bye Bye Big Bear
- 2023 : Nicer Guy
- 2023 : Celebration